# One Piece: Pirate Warriors 3
One Piece: Pirate Warriors 3, in Giappone One Piece: Kaizoku musō 3 (ワンピース 海賊無双 3? lett. "One Piece: Pirati senza rivali 3"), è un videogioco per PlayStation 3, PlayStation 4, PlayStation Vita e Microsoft Windows sviluppato dall'Omega Force e pubblicato da Namco Bandai Games. One Piece Pirate Warriors 3 è il primo videogioco basato su One Piece ad uscire su PC.
Il gioco è stato annunciato sulla rivista Shōnen Jump, è il terzo sequel spin-off di One Piece: Pirate Warriors 2.  Il teaser è stato mostrato in anteprima al Tokyo Game Show 2014, mentre il primo trailer del gioco è stato mostrato alla Jump Festa 2014 di Chiba.
Nell'ottobre del 2017, Namco Bandai annunciò per il solo Giappone, l'arrivo di una deluxe edition del gioco contenente tutti i contenuti aggiuntivi, per Nintendo Switch. Nel marzo del 2018 venne annunciata anche per l'occidente. Il gioco uscì in America il 10 maggio dello stesso anno, ma solo in versione digitale scaricabile dallo store Eshop, mentre la versione europea ricevette anche un'edizione fisica.

## Introduzione
Monkey D. Rufy è un giovane pirata sognatore che da piccolo ha inavvertitamente mangiato il frutto del diavolo Gom Gom che lo rende di gomma, permettendogli di allungarsi e deformarsi a piacimento, a scapito, però, della capacità di nuotare. L'obiettivo che lo ha spinto in mare è quello ambizioso di diventare il Re dei pirati. Dovrà, dunque, ritrovare il leggendario "One Piece", il magnifico tesoro lasciato dal mitico pirata Gol D. Roger probabilmente sull'isola di Raftel, alla fine della Rotta Maggiore, mai ritrovato e sogno di ogni pirata.
Nella sua avventura, Monkey D. Rufy riunirà intorno a lui una ciurma e si troverà in mezzo a situazioni bizzarre e stravaganti, tanto almeno quanto lo sono i personaggi, amici o nemici, presenti nell'universo che lo circonda, che raggiungono spesso livelli assurdi e grotteschi e che donano all'opera un'atmosfera surreale e divertente.

## Modalità di gioco
Il gioco ripercorre fedelmente le avventure di Monkey D. Rufy, partendo dall'umile inizio dal Villaggio di Foosha e proseguendo fino agli ultimi eventi di Dressrosa. La struttura del gioco riprende le meccaniche del suo predecessore, alternando l'azione frenetica del genere Dinasty Warriors con intermezzi narrativi multimediali, che rispecchiano gli eventi del manga. Il gioco, tuttavia, si conclude con un finale alternativo, distaccandosi dalla trama canonica. Le novità di questo capitolo sono le seguenti:
- La modalità Dream-Log è stata rinnovata, consentendo di procedere con un personaggio a propria scelta attraverso le varie isole
- Il gioco offre la varietà di 37 personaggi giocabili
- Il sistema degli alleati è stato implementato con l'aggiunta del "Kizuna Rush", un attacco di gruppo simultaneo
- Una volta riempita la barra degli alleati, è possibile attivare un attacco speciale combinato
- Le aree sono state completamente ricreate, rendendole più vaste ed aumentando il numero di nemici
- Sono state aggiunte le saghe non trattate nei capitoli precedenti, come quella del Villaggio Shirop e dell'isola di Jaya
- Le monete si metteranno automaticamente se si vorrà.

Prenotando il gioco, è possibile avere il bonus di prenotazione, che consiste in:
- Sabo giocabile sin dall'inizio e con il costume di Lucy
- un costume per Monkey D. Rufy da pesce
- un codice per l'applicazione multimediale One piece: Treasure Cruise, che permette di sbloccare Sabo bambino

## Luoghi e geografia
- Shells Town
- Città di Orange
- Villaggio Shirop
- Ristorante Baratie
- Arlong Park
- Rogue Town
- Regno di Drum
- Alabasta
- Jaya
- Skypiea
- Water Seven (Notte)
- Enies Lobby
- Water Seven (Giorno)
- Thriller Bark
- Arcipelago Sabaody (Pre-Time Skip)
- Impel Down
- Marineford (Baia)
- Marineford (Sede Centrale)
- Arcipelago Sabaody (Post-Time Skip)
- Isola degli uomini pesce
- Punk Hazard
- Dressrosa

## Personaggi

### Personaggi giocabili
Ciurma di Cappello di paglia (Pre e Post Timeskip)
- Rufy
- Roronoa Zoro
- Nami
- Sanji
- TonyTony Chopper
- Usop
- Nico Robin
- Franky
- Brook

Pre timeskip
- Bagy
- Drakul Mihawk
- Smoker
- Tashigi
- Portuguese D. Ace
- Crocodile
- Ener
- Rob Lucci
- Monkey D. Garp
- Gekko Moria
- Perona
- Orso Bartholomew
- Boa Hancock
- Magellan
- Marshall D. Teach
- Emporio Ivankov
- Jinbei
- Edward Newgate
- Marco
- Aokiji
- Kizaru
- Akainu
- Trafalgar Law
- Shanks

Post timeskip
- Perona
- Smoker
- Trafalgar Law
- Donquijote Doflamingo
- Fujitora
- Sabo
- Caesar Clown
- Tashigi
- Aokiji
- Kizaru
- Akainu
- Jinbe

### Boss
Di seguito i boss per località:
Sheltz Town Arc.
- Morgan

Orange Town Arc.
- Alvida
- Bagy

Villaggio Shirop Arc.
- Kuro

Baratie Arc.
- Drakul Mihawk
- Don Krieg

Arlong Park Arc.
- Hacchan
- Arlong

Logue Town Arc.
- Tashigi
- Smoker
- Bagy
- Alvida

Isola di Drum Arc.
- Lapin
- Wapol

Alabasta Arc.
- Mr 3
- Mr 2
- Mr 1
- Crocodile

Jaya Arc.
- Bellamy
- Marshall D. Teach
- Jesus Burgess

Skypiea Arc.
- Wiper
- Ener

Water Seven Arc.
- Usopp*
- Franky
- Blueno

Enies Lobby Arc.
- Blueno
- Kaku
- Jabura
- Rob Lucci

Post Enies Lobby Arc.
- Kobi
- Monkey D. Garp
- Franky
- Aokiji

Thriller Bark Arc.
- Gekko Moria
- Odr
- Orso Bartholomew
- Perona

Arcipelago Sabaody Arc.
- Sentomaru
- Pacifista
- Kizaru

Impel Down Arc.
- Hannyabal
- Magellan
- Marshall D. Teach
- Jesus Burgess

Marineford Arc.
- Aokiji
- Kizaru
- Akainu
- Smoker
- Tashigi
- Kobi
- Monkey D. Garp
- Sentomaru
- Pacifista
- Orso Bartholomew
- Gekko Moria
- Drakul Mihawk
- Donquijote Doflamingo
- Marshall D. Teach
- Jesus Burgess
- Boa Hancock

Arcipelago Sabaody (2 anni dopo) Arc.
- Sentomaru
- Pacifista

Isola degli uomini pesce Arc.
- Hody Jones

Punk Hazard Arc.
- Mone
- Vergo
- Caesar Clown

Dressrosa Arc.
- Pacifista
- Jesus Burgess Post Timeskip
- Bellamy Post Timeskip
- Fujitora
- Kizaru
- Donquijote Doflamingo
- Marshall D. Teach

Nemici comuni
- Pirati
- Uomini-Pesce
- Marine
- Soldati di Wapol
- Berretti Bianchi
- Tribù Shandia
- Franky Family
- Agenti del Cipher Pol
- Zombie
- Guardie di Impel Down
- Prigionieri di Impel Down
- Marine del G-5

* – Solo se il giocatore utilizza come personaggio Rufy.

### Camei
- Gol D. Roger
- Giovane Rufy
- Kuina
- Zeff
- Nefertari Bibi
- Kureha
- Hiruruku
- Montblanc Cricket
- Iceburg
- Spandam
- Silvers Rayleigh
- Giovane Sabo
- Giovane Ace

### Contenuti scaricabili
- Costume di Lucy per Sabo
- Costume 3D2Y per Boa Hancock
- Costume "Strong  Style" per Shanks
- Costumi di Dressrosa per Nami, Nico Robin, Trafalgar Law
- Costume di Thriller Bark per Perona
- Vestito da sposa per Nami
- Costume per Tashigi (Smoker nel corpo di Tashigi)

Nel Playstation Store è presente anche One Piece Pirate Warriors 3 - Story Pack, contenente i DLC a pagamento 1 e 2 che sono usciti nel settembre 2015.